# 2001년 경제 성장 및 세금 감면 조정법
2001년 경제 성장 및 세금 감면 조정법(영어: Economic Growth and Tax Relief Reconciliation Act of 2001)은 제107대 미국 의회에서 통과되고 조지 W. 부시 대통령이 서명한 주요 조세 법안이다. 약어인 EGTRRA(종종 "에그트라" 또는 "에그테라"로 발음)로도 알려져 있으며, 종종 두 가지 "부시 감세" 중 하나로 언급된다.
부시는 2000년 대통령 선거에서 감세를 선거 운동의 핵심으로 삼았고, 취임 직후 주요 감세안을 발표했다. 소수의 민주당 의원들이 이 법안을 지지했지만, 대부분의 지지는 의회 공화당 의원들로부터 나왔다. 이 법안은 2001년 5월 의회를 통과했으며, 부시 대통령은 2001년 6월 7일 법으로 서명했다. 미국 상원의 공화당 의석이 근소하게 많았기 때문에 EGTRRA는 상원 필리버스터를 우회하는 조정 절차를 사용하여 통과되었다.
EGTRRA는 연방 소득세율을 낮춰 최고세율을 39.6%에서 35%로 줄이고 여러 다른 세율 구간도 낮췄다. 이 법은 또한 캐피털 게인 세금을 줄이고, 확정 기여 계획 및 개인 퇴직 계좌에 대한 세전 기여 한도를 높였으며, 상속세를 줄였다. 2003년, 부시 대통령은 추가 감세를 포함하고 EGTRRA의 특정 세금 변경을 가속화한 2003년 일자리 및 성장세 감면 조정법이라는 또 다른 법안에 서명했다. 조정 규칙으로 인해 EGTRRA에는 2011년에 감세를 종료하는 일몰 조항이 포함되어 있었지만, 대부분의 감세는 2012년 미국 납세자 구제법의 통과로 영구화되었다.

## 입법 연혁
부시의 감세 약속은 그의 2000년 대통령 선거 운동의 핵심이었으며, 취임하자마자 그는 감세를 그의 첫 번째 주요 입법 우선순위로 삼았다. 빌 클린턴 행정부 동안 예산 흑자가 발생했으며, 연방준비제도 이사회 의장 앨런 그린스펀의 지지하에 부시는 흑자를 가장 잘 활용하는 방법은 세금을 낮추는 것이라고 주장했다. 부시가 취임할 무렵, 경제 성장 둔화는 연방 예산 전망을 덜 낙관적으로 만들었지만, 부시는 경제 성장을 촉진하기 위해 감세가 필요하다고 주장했다. 폴 오닐 재무부 장관이 감세 규모와 미래 적자 가능성에 대한 우려를 표명하자, 체니 부통령은 법안 작성을 담당했으며, 행정부는 2001년 3월 의회에 이를 제안했다.
부시는 처음에는 10년 동안 1조 6천억 달러의 감세를 추진했지만, 결국 1조 3천 5백억 달러의 감세로 합의했다. 행정부는 정부가 다시 적자를 낼 경우 세금 감면이 단계적으로 중단되는 "트리거" 개념을 거부했다. 경제 성장 및 세금 감면 조정법은 의회 공화당과 소수의 의회 민주당의 지지를 얻어 5월 16일 하원을 통과했다. 법안은 5월 26일 상원을 통과했다. 부시 대통령은 2001년 6월에 이를 법으로 서명했다. 상원의 근소한 공화당 다수는 조정을 사용해야 했으며, 이는 추가 입법 조치가 없는 한 세금 감면이 2011년에 단계적으로 중단될 필요가 있음을 의미했다.

## 일몰 조항
EGTRRA의 가장 주목할 만한 특징 중 하나는 2011년 1월 1일(즉, 2010년 12월 31일 이후에 시작되는 과세 연도, 계획 연도 및 제한 연도의 경우)에 조항들이 일몰되도록(또는 통과되기 전에 시행되던 조항들로 되돌아가도록) 설계되었다는 점이다. 2010년 세금 감면, 실업 보험 재승인 및 일자리 창출법에 의해 2년간 연장된 후, 연간 40만 달러(기혼 부부의 경우 45만 달러) 미만을 버는 납세자들을 위한 부시 시대 세율은 궁극적으로 2012년 미국 납세자 구제법의 통과로 영구화되었다. 일몰 조항은 EGTRRA가 버드 규칙을 회피할 수 있게 했다. 버드 규칙은 의회 예산법을 수정하여 상원의원들이 연방 적자가 10년 이상 크게 증가한다고 주장하는 법안을 막을 수 있게 하는 상원 규칙이다. 일몰은 법안이 PAYGO 법의 정신을 따르면서도 PAYGO 압류를 유발했을 약 7천억 달러를 제거할 수 있게 했다.

## 세금 환급
EGTRRA에 의해 시행된 감세 외에도, 2000년에 세금 신고를 한 모든 납세자에게 일련의 환급이 시작되었다. 환급액은 부양 가족이 없는 단독 신고자의 경우 최대 300달러, 한부모의 경우 500달러, 기혼 부부의 경우 600달러였다. 순세금이 최대 환급액보다 적은 사람은 해당 금액을 받았는데, 이는 세금을 전혀 내지 않은 일부 사람들은 환급을 받지 못했다는 의미이다. 환급은 2000년 세금 신고를 제때 했거나 연장 신청을 하고 빠르게 신고서를 보낸 사람들에게는 자동으로 이루어졌다. 자격이 있는 사람이 2001년 12월까지 환급 수표를 받지 못한 경우, 2001년 세금 신고 시 환급을 신청할 수 있었다.

## 주요 세금 영향 분야

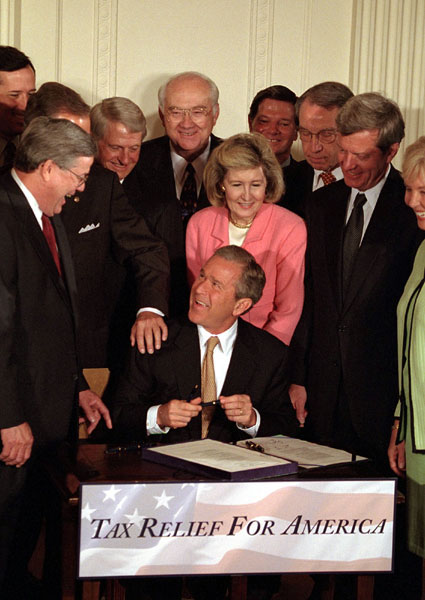
조지 W. 부시 대통령이 2001년 6월 7일 백악관 이스트 룸에서 2001년 경제 성장 및 세금 감면 조정법에 서명하는 모습

### 소득세
EGTRRA는 일반적으로 개인 소득세율을 인하했다.
- 과세 소득이 독신 납세자의 경우 최대 6,000달러, 공동 신고자의 경우 최대 12,000달러, 세대주의 경우 최대 10,000달러인 새로운 10% 구간이 신설되었다.
- 15% 구간의 하한선은 새로운 10% 구간에 맞춰 조정되었다.
- 28% 구간은 2006년까지 25%로 인하될 예정이었다.
- 31% 구간은 2006년까지 28%로 인하될 예정이었다.
- 36% 구간은 2006년까지 33%로 인하될 예정이었다.
- 39.6% 구간은 2006년까지 35%로 인하될 예정이었다.

EGTRRA는 공동 신고자의 표준 공제를 단독 신고자의 164%에서 200% 사이로 늘려, 많은 경우 공동 신고 부부의 세금을 낮췄다.
또한 EGTRRA는 자녀 1인당 세액 공제 및 부양 자녀 보육에 사용되는 공제 대상 금액을 늘리고, 고소득 납세자에 대한 항목별 공제 및 개인 면세 한도를 단계적으로 폐지했으며, 대체 최저세 면세를 늘리고, 자격 있는 부동산 소유자를 위한 새로운 감가상각 공제를 만들었다.

### 자본 이득세
5년 이상 보유한 부동산 또는 주식의 자격 있는 이득에 대한 캐피털 게인세는 소득세 15% 구간에 속하는 사람들의 경우 10%에서 8%로 인하되었다.

### 적격 및 퇴직 플랜
EGTRRA는 퇴직 플랜에 대대적인 변화를 가져왔으며, 포트먼-카딘 조항이라고 불리는 2000년과 2001년 초에 하원 의원들이 제안한 많은 조항을 포함했다. 전반적으로 확정 기여 플랜과 개인 퇴직 계좌(IRA)에 대한 세전 기여 한도를 높이고, 확정 급여 보상 한도를 늘렸으며, 비-적격 퇴직 플랜을 더 유연하게 만들고 401(k)와 같은 적격 플랜과 더 유사하게 만들었으며, 고령 근로자를 위한 "추가 불입(catch-up)" 조항을 신설했다.
EGTRRA는 처음으로 비적격 401(a) 화폐 구매, 403(b) 세금 우대 연금, 그리고 정부 457(b) 이연 보상 플랜(단, 세금 면제 457 플랜은 아님)의 참여자들이 자신의 돈을 "롤오버"하여 계좌를 통합할 수 있도록 허용했는데, 이는 다른 비적격 플랜, 401(k)와 같은 적격 플랜, 또는 IRA로의 이동을 포함한다. 이전 규칙은 플랜 자금이 IRA로 직접 이동하거나 IRA로 갔다가 "동일 유형"의 확정 기여 퇴직 계좌로 다시 들어갈 경우에만 플랜을 떠나 세금 이연 상태를 유지할 수 있도록 허용했다. 예를 들어, 이전 고용주의 403(b) 자금은 새로운 고용주의 확정 기여 플랜이 역시 403(b)인 경우에만 그곳으로 갈 수 있었다. 이제 이전 401(k) 플랜 자금은 신탁자 대 신탁자 "롤오버"를 통해 IRA로 직접 이전될 수 있으며, IRA에서 새로운 고용주의 403(b)로 이동할 수 있거나, 전체 이전이 이전 고용주의 403(b)에서 새로운 고용주의 401(k)로 직접 이루어질 수도 있다. 새로운 세법이 고용주에게 이를 허용한다는 것이 어떤 고용주라도 외부로부터 새로운 자금을 받아야 한다는 것을 의미하지는 않는다.
소위 "추가 불입" 조항은 50세 이상의 근로자가 정상 한도를 초과하여 퇴직 플랜에 추가 기여를 할 수 있도록 허용한다. 이미 은퇴한 근로자의 경우, 이 법은 최소 의무 분배금(MRD)의 연령을 높이고, 재무부에 기대수명 표를 개정하고 MRD 규칙을 간소화하도록 지시한다.
EGTRRA는 두 가지 새로운 퇴직 저축 수단을 만들었다. 간주 IRA 또는 사이드카 IRA는 고용주 후원 퇴직 플랜에 별도 계좌로 첨부된 로스 IRA이며, 직원의 세금 처리는 다르지만 투자 목적으로 자금을 혼합할 수 있다. 이는 1980년대 초에 개발된 인기가 없는 적격 자발적 근로자 기여금(QVEC) 조항을 개선한 것이다. 소위 로스 401(k)/403(b)는 2006년부터 시행될 새로운 세금 적격 고용주 후원 퇴직 플랜으로, 로스 IRA 계좌 보유자에게 제공되는 것과 유사한 세금 혜택을 제공할 것이다.
플랜 스폰서의 경우, 이 법은 401(k) 계정에 대한 비자발적 현금 인출 분배를 기본 IRA로 강제한다. 이는 매칭 기여금에 적용되는 의무 귀속 일정을 가속화하지만, 이윤 공유에서 허용되는 고용주 기여금의 비율을 증가시킨다. 소규모 고용주에게는 직원들에게 퇴직 플랜을 제공하는 데 대한 세금 인센티브가 주어지며, 개인 사업자, 파트너 및 S 법인 주주는 회사 연금 플랜에서 대출을 받을 권리를 얻는다.

### 교육 저축 인센티브
하원 공화당은 교육에 투자하는 사람들에게 인센티브를 제공하도록 의회를 압박했다. 하원에서는 학자금 대출 이자 공제에 대한 시간 제한을 없애는 법안이 제안되었다. 이들의 압박은 성공적이었고 최종 법안에 포함되었다.

### 상속 및 증여세 규칙
EGTRRA는 상속세, 증여세, 그리고 세대를 건너뛴 이전세에 대대적인 변화를 가져왔다.
- 2001년에 67만 5천 달러였지만 2006년에는 100만 달러로 단계적으로 인상될 예정이었던 상속세 통합 공제 면세 한도가 2002년 100만 달러, 2004년 150만 달러, 2006년 200만 달러, 2009년 350만 달러로 인상되었으며, 상속세 및 세대 간 이전세는 2010년에 폐지될 예정이었다.
- 2001년에 55%였던 최고 상속세, 증여세, 세대 간 이전세율(1천만 달러 초과 상속에 대해 낮은 상속세율 혜택을 없애기 위해 추가 5% 부과)은 2002년 50%로 인하되었으며, 2007년까지 매년 1%씩 추가 인하되어 최고 상속세율이 45%가 되었다. P.L. 107-16은 코드 섹션 2001을 수정하여 2003년에는 세율을 49%로 변경하고 2009년까지 매년 1%씩 인하하도록 했다. (면세 한도 증가와 최고 세율 감소로 인해, 상속세는 2007년부터 2백만 달러를 초과하는 상속에 대해 사실상 45%의 세금이 되었다.)
- 연방 정부에 납부해야 할 상속세의 일부를 주 정부에 효과적으로 제공했던 주 상속세 공제는 2002년부터 2005년 사이에 단계적으로 폐지되었고 2005년에 주 상속세 공제로 대체되었다.
- 증여세는 폐지되지 않았으며, 통합 공제 면세 한도는 상속세 면세 한도가 증가했음에도 불구하고 증여세 목적상 100만 달러로 유지되었지만, 최고 증여세율은 2010년부터 35%로 인하되었다.
- 2010년 상속세 폐지로 인해, 일부 상속 및 상속인이 실현한 자본 이득에 대한 소득세를 증가시키는 복잡한 새로운 "이월 기준" 조항이 제정되었다. (EGTRRA 이전 법률에 따르면, 상속세 대상 재산은 공정 시장 가치와 동일한 새로운 소득세 기준을 얻어, 평생의 가치 상승에 대한 자본 이득을 제거했다.)

EGTRRA는 "일몰" 조항의 적용을 받았기 때문에, 상속세, 증여세 및 세대 간 이전세는 2011년에 자동으로 부활될 예정이었다.

## 영향
세금 법안이 통과된 후, 짐 제퍼즈 상원의원이 공화당을 탈당하고 민주당과 의원단을 구성하여 민주당이 상원을 장악하게 되었다. 공화당이 2002년 중간 선거에서 상원 통제권을 되찾은 후, 부시는 추가 감세를 제안했다. 민주당 내에서 지지가 거의 없는 상황에서, 의회는 2003년 일자리 및 성장세 감면 조정법("JGTRRA")을 통과시켰는데, 이 법은 10년 동안 추가로 3,500억 달러의 세금을 감면했다. 이 법은 또한 자본 이득세와 배당에 대한 세금을 인하했다. 총체적으로, 부시 감세는 연방 개인 소득세율을 제2차 세계 대전 이후 최저 수준으로 낮췄으며, 국내총생산 대비 정부 수입은 2000년 20.9%에서 2004년 16.3%로 감소했다.
2012년 미국 의회예산처의 분석에 따르면, 감세로 인해 10년 동안 연방 세수입이 1조 2천억 달러 감소한 것으로 나타났다.

## 같이 보기
- Starve the beast - 1970년대 이후의 조세/예산 정책
- 부시 감세

### 인용된 저작물
- Draper, Robert (2007). 《Dead Certain: The Presidency of George W. Bush》. Free Press. ISBN 978-0743277280.
- Mann, James (2015). 《George Bush》. Times Books. ISBN 978-0805093971.
- Smith, Jean Edward (2016). 《Bush》. Simon & Schuster. ISBN 978-1476741192.